# オーストリアの追悼奉仕
オーストリアの追悼奉仕（オーストリアのついとうほうし）は、オーストリアで兵役に代わるものである。
この奉仕に参加する人は、大変重要なホロコースト関連研究所で従事する。追悼奉仕は、インスブルックの政治学者であるアンドレアス・マイスリンガー博士によって提唱された。これは、ドイツの贖罪運動の考え方を基調にしている。
マイスリンガーは、この運動にボランティアとして参加し、アウシュビッツ博物館で働いた。
1991年に、追悼奉仕はオーストリア政府により、兵役に代わるものとして認められ、財政的にはほとんど内務省の支援を受けた、独立組織となった。
追悼奉仕の目的は、ホロコーストに関わったオーストリアの共犯を認めること、そして、このようなことを決して二度と繰り返さぬために、全国民に、私たちの責任を知らしめることにある。（これは1993年6月、当時のオーストリア首相フランツ・ヴラニツキーのエルサレムでの演説からの抜粋である。）
オーストリアの追悼奉仕は世界でも類を見ない独特のネットワークで、ホロコースト記念館や博物館は、歴史資料や図書を通して協力を申し出ている。1992年から、100人を超える奉仕者、ほとんどが、20歳くらいの若者たちが、祖国で兵役につく代わりに、ホロコースト記念館で、ホロコーストの史実を編纂してきた。
外国にある、この活動団体はオーストリア政府公認で、世界中の関連団体へ人材を派遣している。